# Asterix and the Power of the Gods
Asterix and the Power of the Gods is een computerspel uit 1995 voor de Sega Mega Drive. Het spel is gebaseerd op de stripreeks Asterix en dan met name op het album Het ijzeren schild. 

## Verhaal
Het spel speelt zich af in Gallië, in de periode na de overwinning van Julius Caesar op het Gallische leger van Vercingetorix in 52 v.Chr. Vercingetorix had bij zijn overgave zijn wapenuitrusting aan Caesars voeten neergelegd, maar zijn grote ijzeren schild was na afloop van de gebeurtenis kwijtgeraakt. 
Stamhoofd Heroïx geeft Asterix de opdracht het symbolische schild terug te vinden, voor Caesar het weer in handen krijgt en het tegen de Galliërs kan gebruiken. Asterix, Obelix en zijn hondje Idéfix gaan op pad om het schild terug te vinden. De zoektocht begint in de Romeinse kampen Aquarium, Babaorum, Laudanum en Petibonum die om het Gallische dorp van Asterix zijn gebouwd, en het naastgelegen bos. De reis wordt al snel verlegd naar bekende locaties uit de Romeinse wereld van de Asterix-albums: Indus-land, Egypte, Mesopotamië, Lutetia, Germanië, Brittannië en uiteindelijk Rome.